# Ciudadela (Buenos Aires)
Pour les articles homonymes, voir Ciudadela.
Ciudadela est une ville de la province de Buenos Aires en Argentine. Elle est séparée de la capitale du pays Buenos Aires par la rue General Paz.
Les footballeurs Fernando Gago et Carlos Tévez sont originaires de la ville.